# نوفالسا
نوفاليسا؛ هي بلدة (بلدية) في مدينة تورينو الحضرية في المنطقة الإيطالية بيدمونتوتقع حوالي 60 كم غرب تورينو على الحدود مع فرنسا. تقع نوفاليس على حدود البلديات التالية: بيسانس (فرنسا) ولانسليبورج-مونت-سينيس (فرنسا) ومومبانتيرو، ومونسينيزيو، وأوسيجليو، وفيناوس.
بالقرب من القرية يقع Novalesa Abbey، وهو دير بندكتيني تأسس عام 726.يتصرف الدير في الواقع كموقع أمامي للفرنجة بالقرب من حدودهم مع أراضي اللومبارد،وقد تم وضع الدير بشكل استراتيجي للسيطرة على Via Francigena. تشكل كنيسة الرعية موقعًا لمتحف الفنون الدينية في جبال الألب(جزء من نظام متحف الأبرشية في سوسة ).
بالقرب من القرية توجد شلالات عالية جدًا،تتشكل من الجداول القادمة من جبل Rocciamelone .

## المدن التوأم
- Le Monêtier-les-Bains، France

## روابط خارجية
- الموقع الرسمي